# سمباتابرد
سِمباتابِرد (ارمنی: Սմբատաբերդ تلفظ در ارمنی: [səmbɑtɑˈbɛɾtʰ]) یک قلعهٔ قرون وسطایی است که بر روی قله‌ای از تپهٔ بین روستاهای آرتابوینک و یغگیس در استان وایوتس‌جور در کشور ارمنستان واقع شده است. این قلعه ممکن است از قرن پنجم میلادی یا پیش از آن وجود داشته باشد، اگرچه منابع دیگر آن را به قرن‌های ۹ تا ۱۱ میلادی نسبت می‌دهند. دیوارهای بزرگ بازالت آن به‌خوبی حفظ شده‌اند، اما از ساختارهای داخل قلعه کمتر چیزی باقی مانده است. این قلعه به‌عنوان قلعهٔ اصلی شاهزادگان ارمنی سیونیک در زمانی که یغگیس محل اقامت حکام آن استان بود، عمل می‌کرد. در قرن سیزدهم میلادی، تحت حکمرانی دودمان اربلیان گسترش بیشتری یافت. اکنون این قلعه یکی از جاذبه‌های گردشگری برجسته در استان وایوتس‌جور است.

## نام
سمباتابرد در ارمنی به معنای «قلعهٔ سمبات» است و به‌طور سنتی توسط ساکنان منطقه با این نام خوانده می‌شود. ساخت و نام سمباتابرد به‌طور سنتی با شاهزادهٔ قرن دهم سمبات از دودمان سیونی مرتبط است. بر اساس نظر دیگری، ساکنان محلی این نام را به قلعه داده‌اند زیرا شاهزاده سمبات از دودمان اربیلیان (حک. ۱۲۵۱–۱۲۷۳) در این نزدیکی و در سکونتگاه یغگیس دفن شده است. قوند آلیشان نام این دژ را به‌عنوان یک نام فولکلوریک خالص در نظر گرفت و قلعه را به نام صومعهٔ نزدیک تساغاتس کار می‌نامید. گاهی اوقات از نام سمباتابرد برای اشاره به قلعه و یغگیس به‌طور همزمان استفاده شده است، اگرچه این دو مکان از یکدیگر ۱ تا ۲ کیلومتر فاصله دارند.

## موقعیت
سمباتابرد در بالای یک قله کوهستانی در شرق روستای آرتابوینک و غرب یغگیس، در ارتفاع ۲۰۰۰ متری قرار دارد. این قلعه در موقعیتی بسیار مناسب ساخته شده است، که توسط صخره‌های شیب‌دار در سمت‌های شرقی، غربی و جنوبی خود محافظت می‌شود، که این صخره‌ها توسط دیوارهای قلعه بیشتر تقویت شده‌اند. دیوارهای بزرگ و هرم‌شکل دیوار دفاعی که قلعه را به‌طور کامل احاطه کرده‌اند، به‌طور نسبی به‌خوبی حفظ شده‌اند. دیوارها از سنگ‌های بزرگ و هلال‌شکل بازالت و همچنین سنگ‌های ناتراشیده ساخته شده‌اند که با ملات آهک به هم پیوسته‌اند. دیوارها ضخامت ۲ تا ۳ متر دارند، و برجک‌های نیم‌دایره‌ای در امتداد دیوار، ۸ تا ۱۰ متر ارتفاع دارند. قلعه به دو بخش شمالی و جنوبی تقسیم شده است که هر کدام برجک دفاعی خود را داشته‌اند. در داخل قلعه چیزی جز بنیادهای ضعیف بناها در نزدیکی دیوارهای دفاعی و نگهبانی که در بلندترین نقطهٔ سایت قرار دارد، باقی نمانده است. برخی از ویرانه‌های ساختمان‌های قابل سکونت و مخازن آب حفظ شده‌اند. بخشی از ساختارهای داخل سمباتابرد احتمالاً مکان‌های خاص زندگی شاهزاده‌گان بوده که در قرن سیزدهم ساخته شده‌اند. قلعه دارای سه ورودی است: ورودی‌های شمالی، شرقی و غربی، اما تنها از ورودی اصلی شمالی می‌توان به آن دسترسی پیدا کرده و وارد شد. ورودی‌های شمالی و شرقی به‌صورت سالن هستند، که ویرانه‌هایی از نگهبانی‌ها و برجک‌های دیده‌بانی در بالای آن‌ها قرار دارد. قلعه آب مورد نیاز خود را از چشمه‌های نزدیک صومعه تساغاتس کار از طریق یک لولهٔ آب تأمین می‌کرد.

## تاریخچه
برخی منابع می‌نویسند که سمباتابرد در قرون ۹، ۱۰ یا ۱۱ ساخته شده است، اگرچه برخی دیگر پیشنهاد می‌کنند که ممکن است این قلعه از قرن ۵ یا پیشتر وجود داشته و در قرن ۱۰ به‌طور گسترده تقویت شده باشد. سمباتابرد به‌عنوان قلعهٔ مسکونی سکونتگاه یغگیس عمل می‌کرد، که در قرون ۹ و ۱۰ پایتخت شاهزادگان سیونی از سیونیک بود. ساخت و نام سمباتابرد به‌طور سنتی به شاهزادهٔ قرن ۱۰، سمبات سیونی (که توسط استپانوس اربلیان در ۹۳۶ میلادی ذکر شده است) مرتبط است. در دههٔ ۹۷۰ میلادی، با تأسیس پادشاهی سیونیک، شاخه‌ای از دودمان سیونی که پادشاهی را اداره می‌کرد، کاپان را به‌عنوان پایتخت خود قرار داد، در حالی‌که شاخهٔ دیگری از دودمان در یغگیس مستقر بود. در سال‌های ۱۰۰۲ یا ۱۰۰۳، شاخه‌ای از سیونی‌ها مستقر در یغگیس تحت سلطهٔ پادشاه گاگیک یکم از باگراتید قرار گرفت.
به‌گفتهٔ سدراک بارخوداریان، تاریخ‌نگار و باستان‌شناس، سمباتابرد، سکونتگاه یغگیس، و صومعهٔ تساغاتس کار «یک مجموعهٔ معماری، روحانی و سیاسی» را در زیر شاخهٔ یغگیس دودمان سیونی‌ها تشکیل می‌دادند. این شاخه بعد از سقوط پادشاهی باگراتید (۱۰۴۵) بخش زیادی از اهمیت سیاسی خود را از دست داد و در نهایت توسط اوربلیان‌ها جایگزین شد، که در قرن ۱۳ بیشتر مناطق وایوتس‌جور و سیونیک را تحت سلطهٔ خود درآوردند. یغگیس در قرن ۱۳ به اوج خود رسید و اوربلیان‌ها آن را به‌عنوان پایتخت خود قرار دادند. شاهزاده اوربلیان سمبات، سمباتابرد را بازسازی و تقویت کرد.
سمباتابرد در طول تاریخ خود چندین محاصره را تحمل کرده است. به‌ویژه، این قلعه در برابر حملهٔ فرماندهٔ ساجی به نام نصرا که از سوی یوسف بن ابی الساج در اوایل قرن ۱۰ میلادی ارسال شده بود، با موفقیت دفاع کرد. طبق یک روایت فولکلوریک، سلجوقیان توانستند قلعه را با قطع منابع آب آن فتح کنند، از طریق استفاده از یک الاغ یا اسب تشنه برای پیدا کردن منبع آب.

## بازسازی و گردشگری
کارهای بازسازی و نظافت در سمباتابرد از سال ۲۰۱۱ به ابتکار وزارت فرهنگ ارمنستان آغاز شد. دیوارهای قلعه تقویت شدند تا از فروپاشی آن‌ها جلوگیری شود. در طول فرایند بازسازی، بقایای سازه‌های اضافی در داخل قلعه کشف شد که منجر به توقف کارهای بازسازی شد. در ژوئن ۲۰۱۸، دولت ارمنستان سمباتابرد را به‌عنوان یک ذخیره‌گاه تاریخی-فرهنگی محافظت‌شده اعلام کرد. سمباتابرد به یک جاذبهٔ گردشگری برجسته در ارمنستان تبدیل شده است.

## نگارخانه

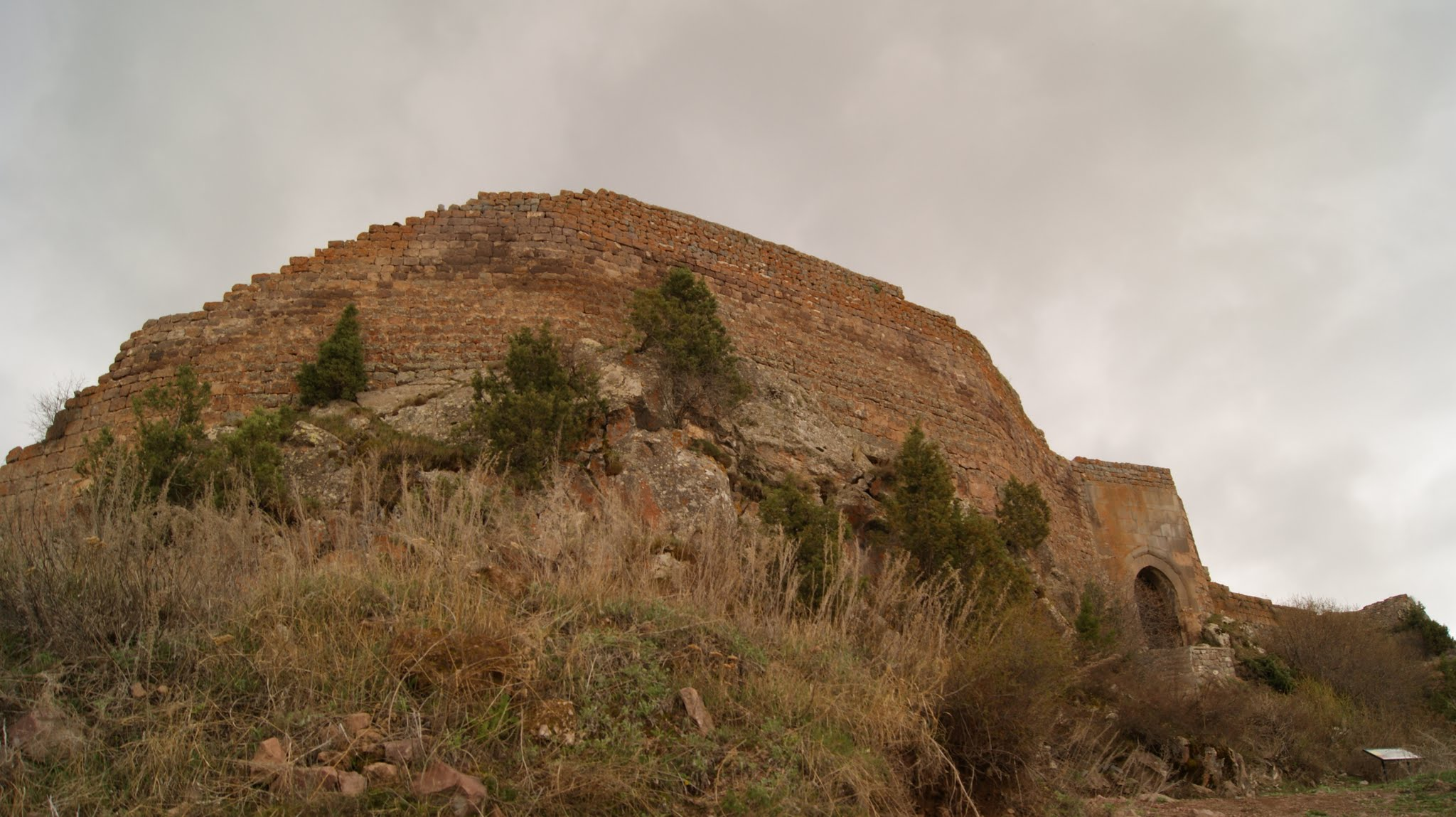
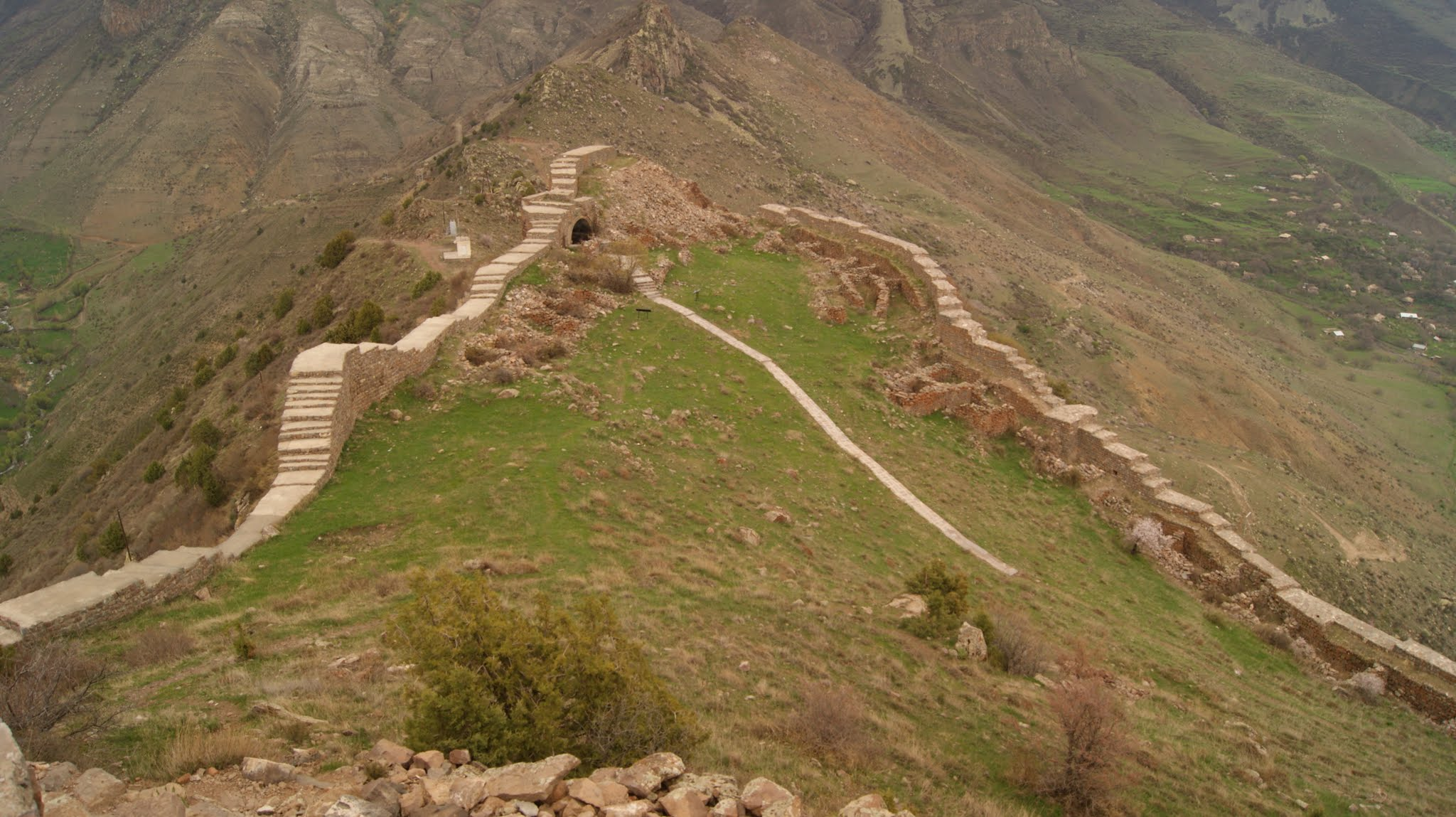
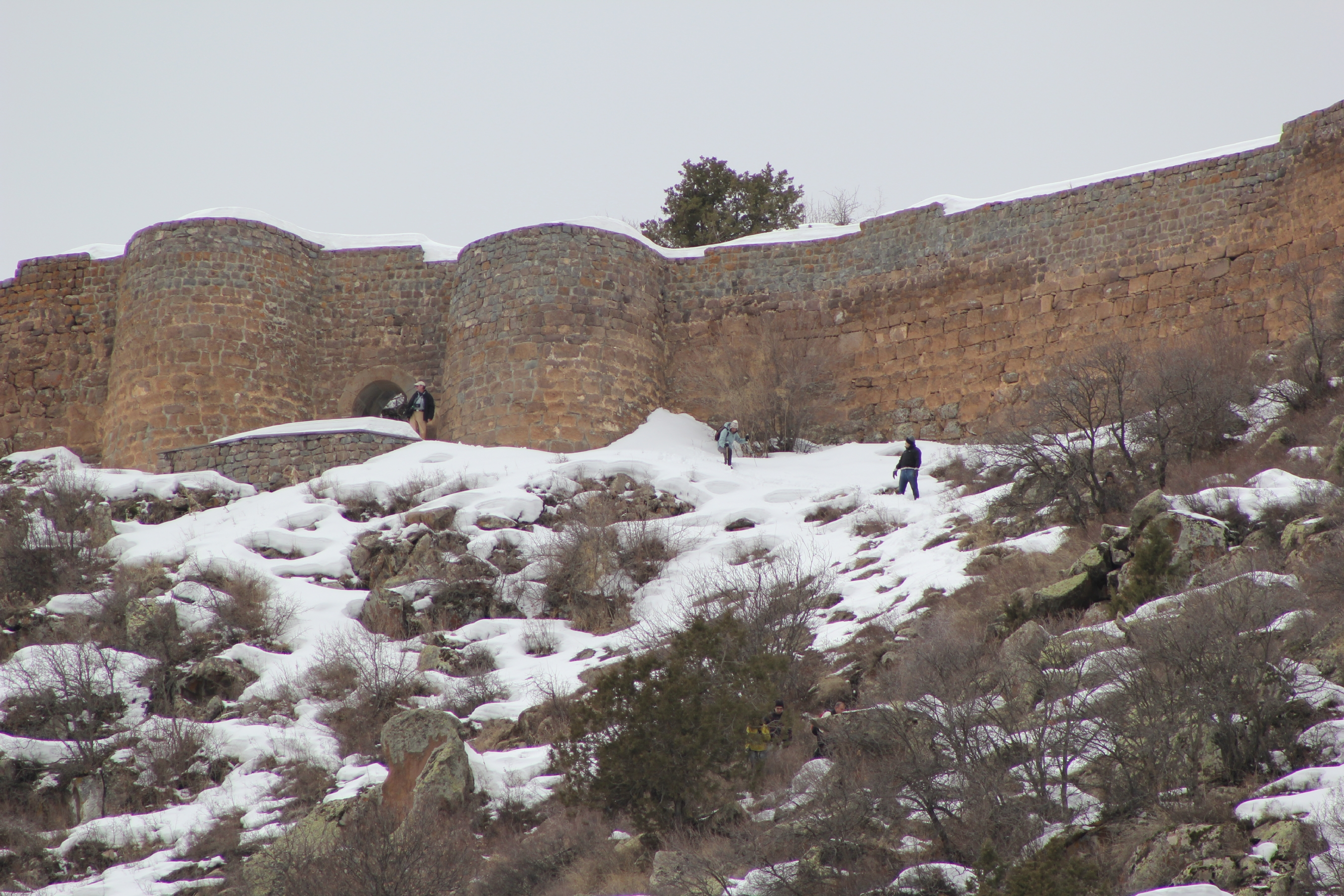
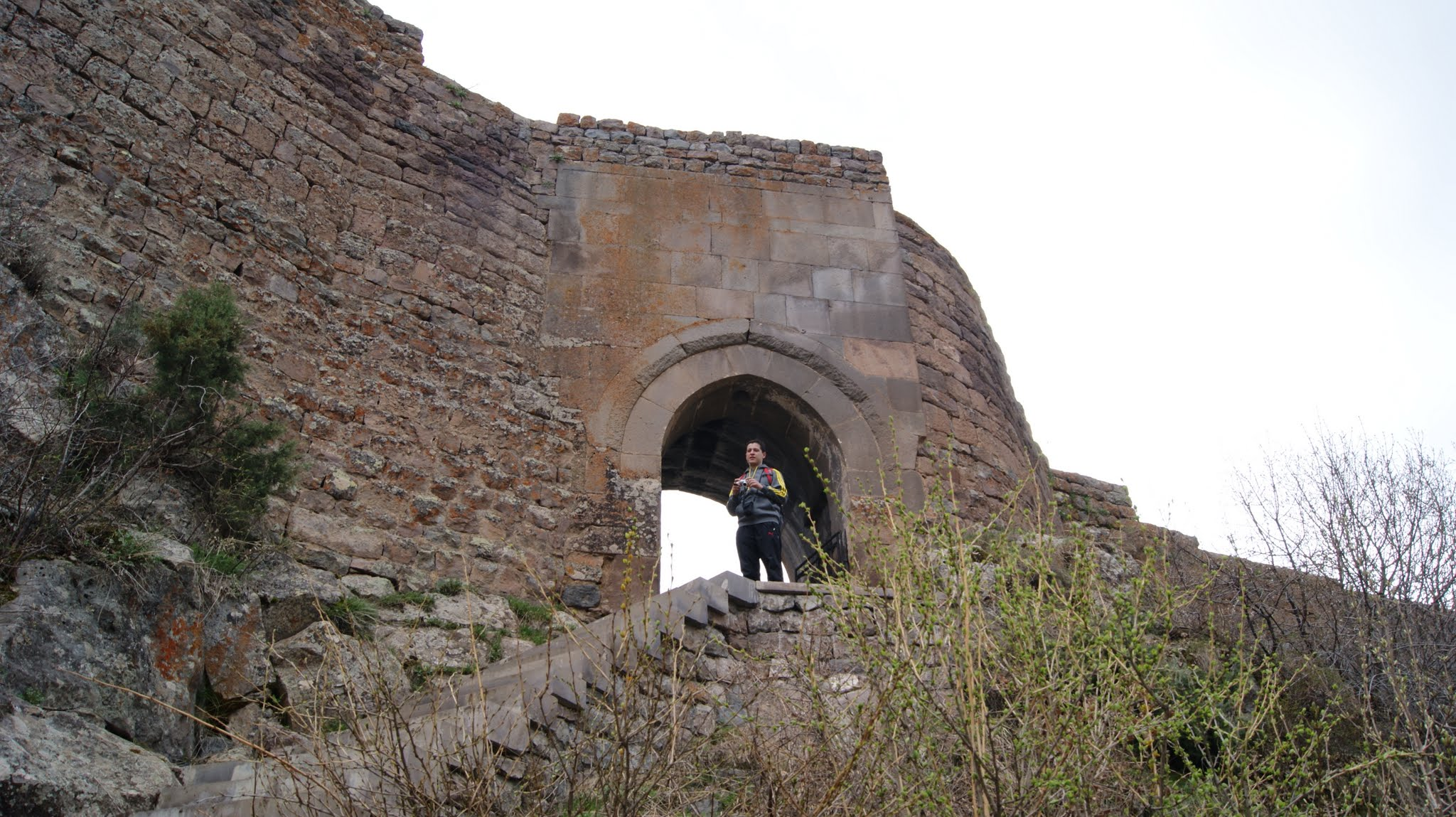
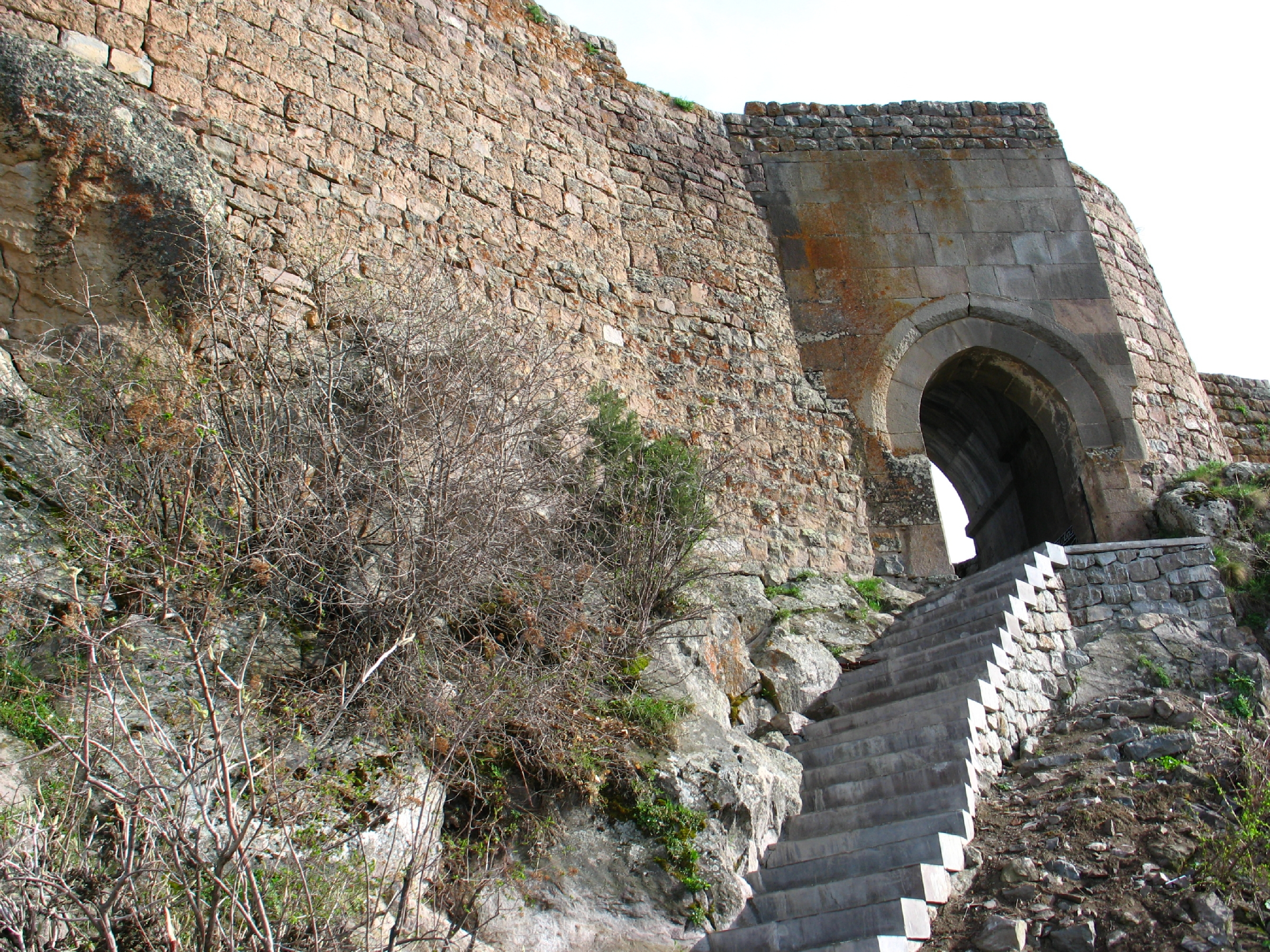
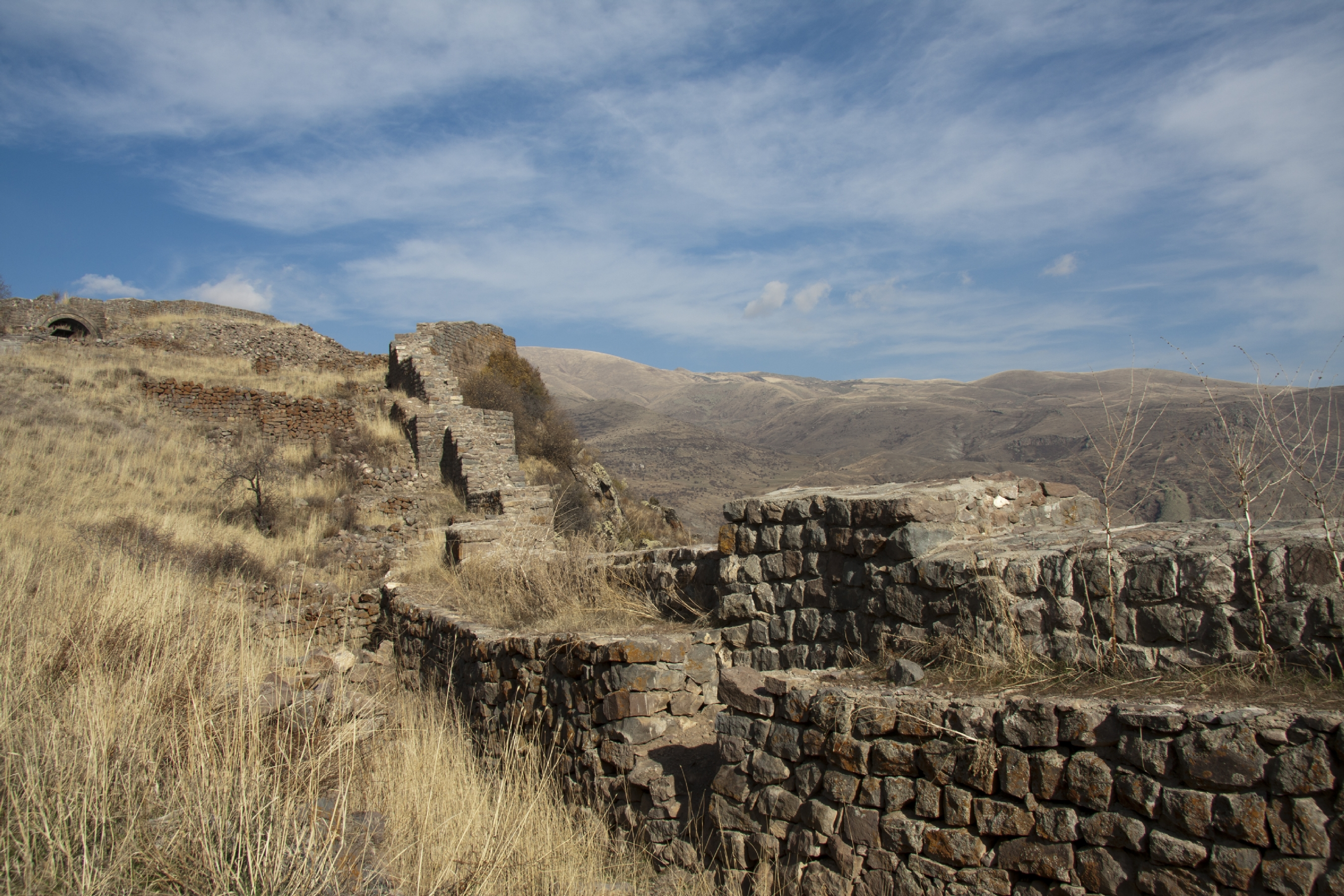
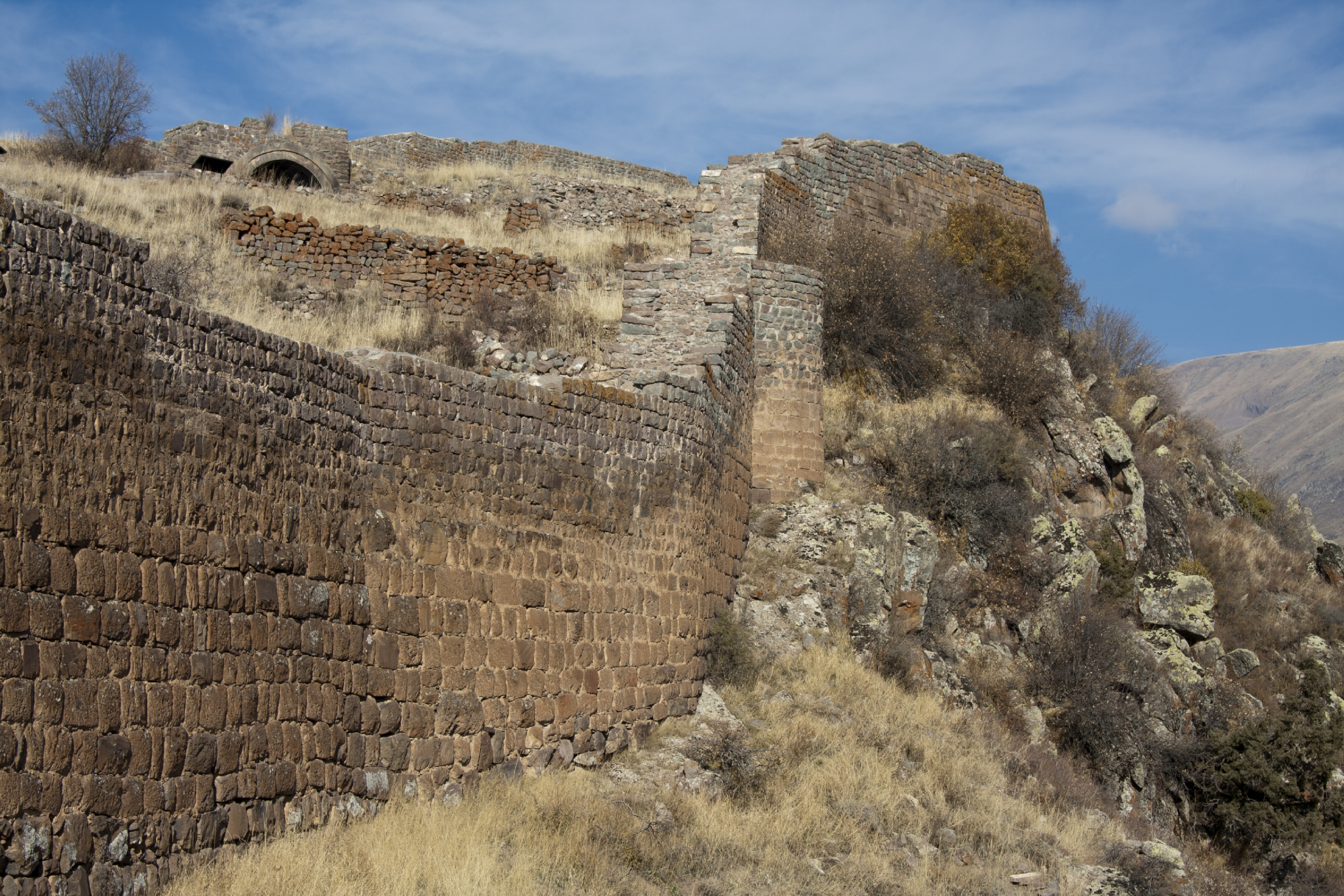
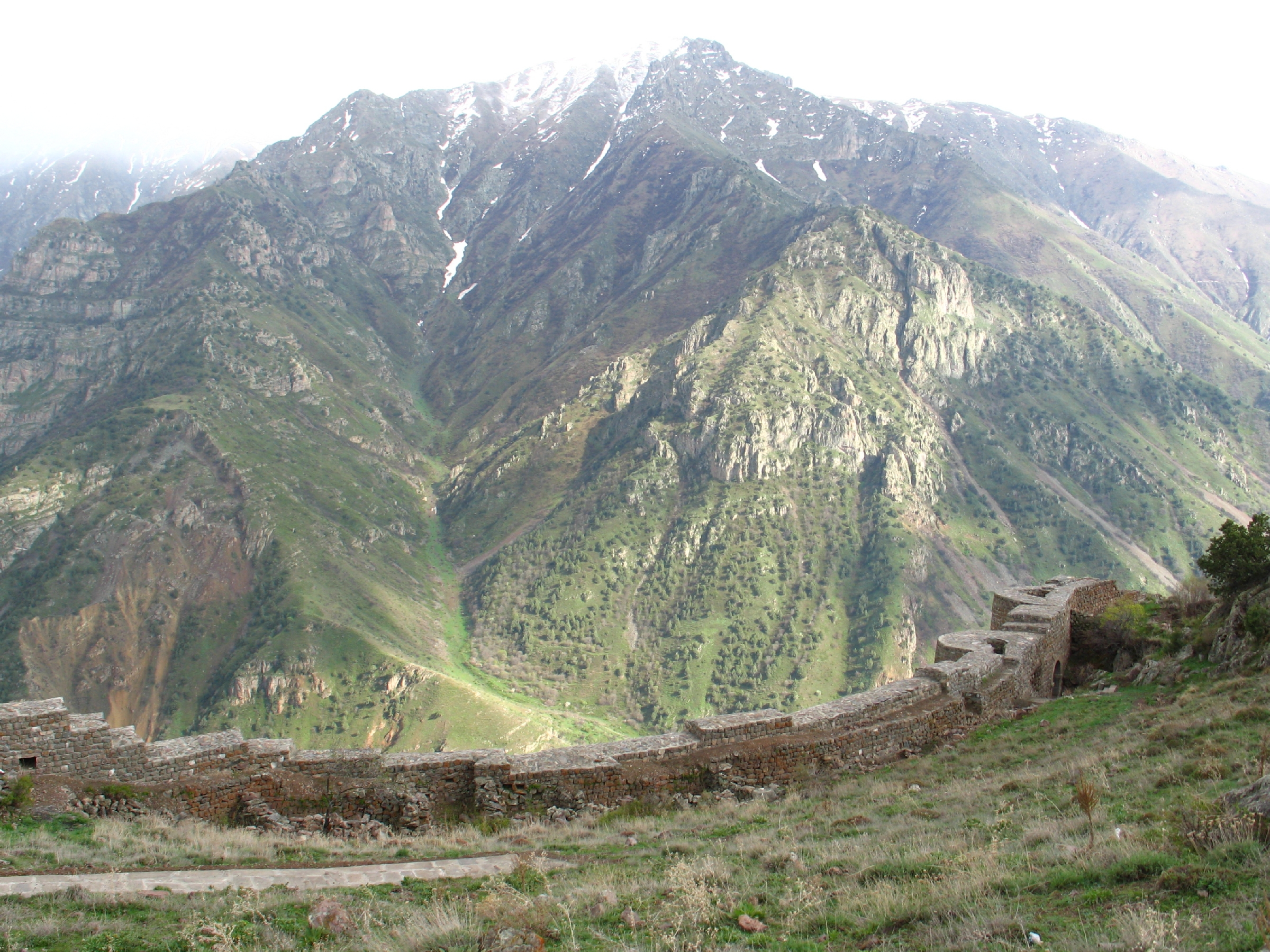
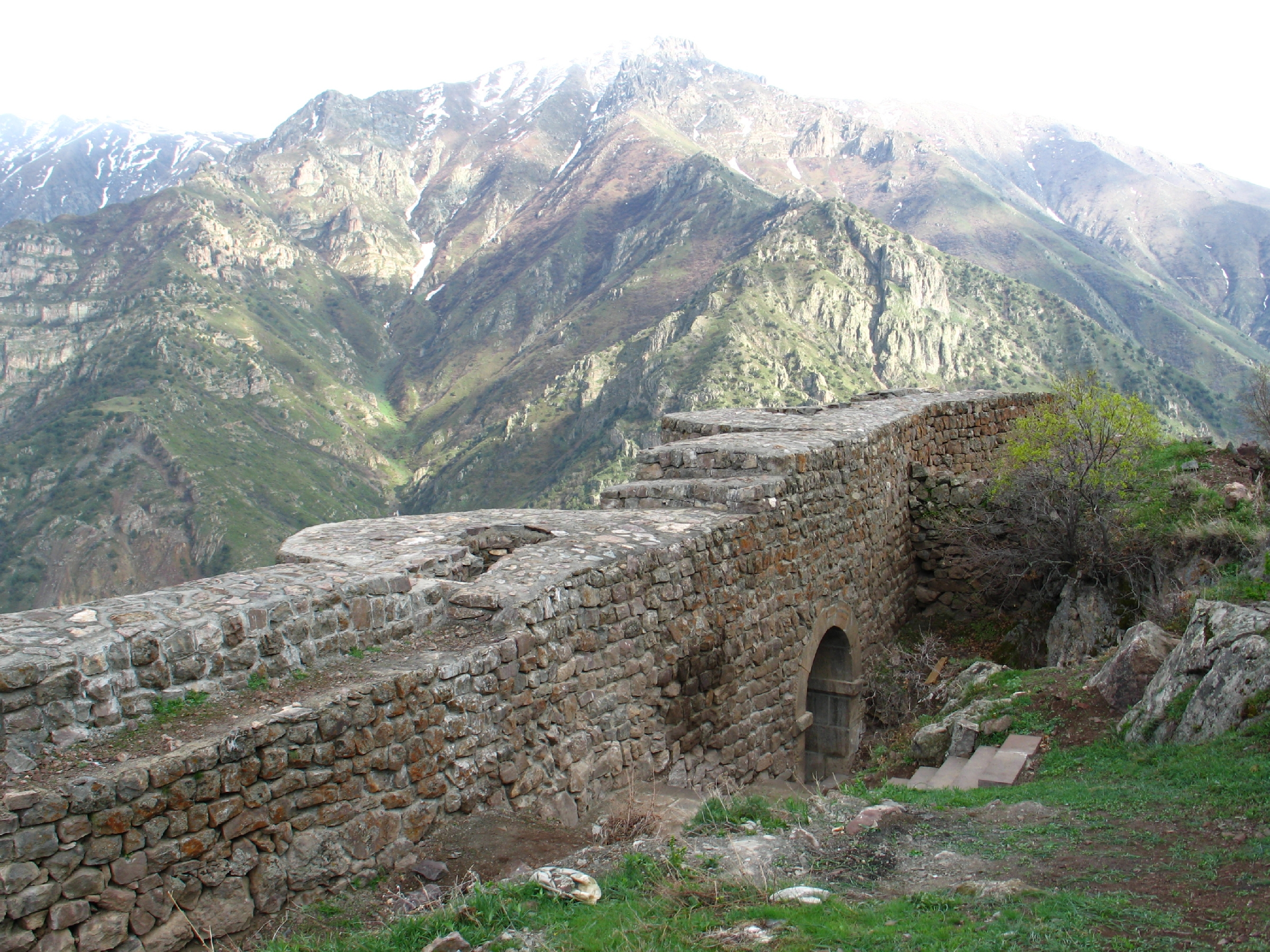
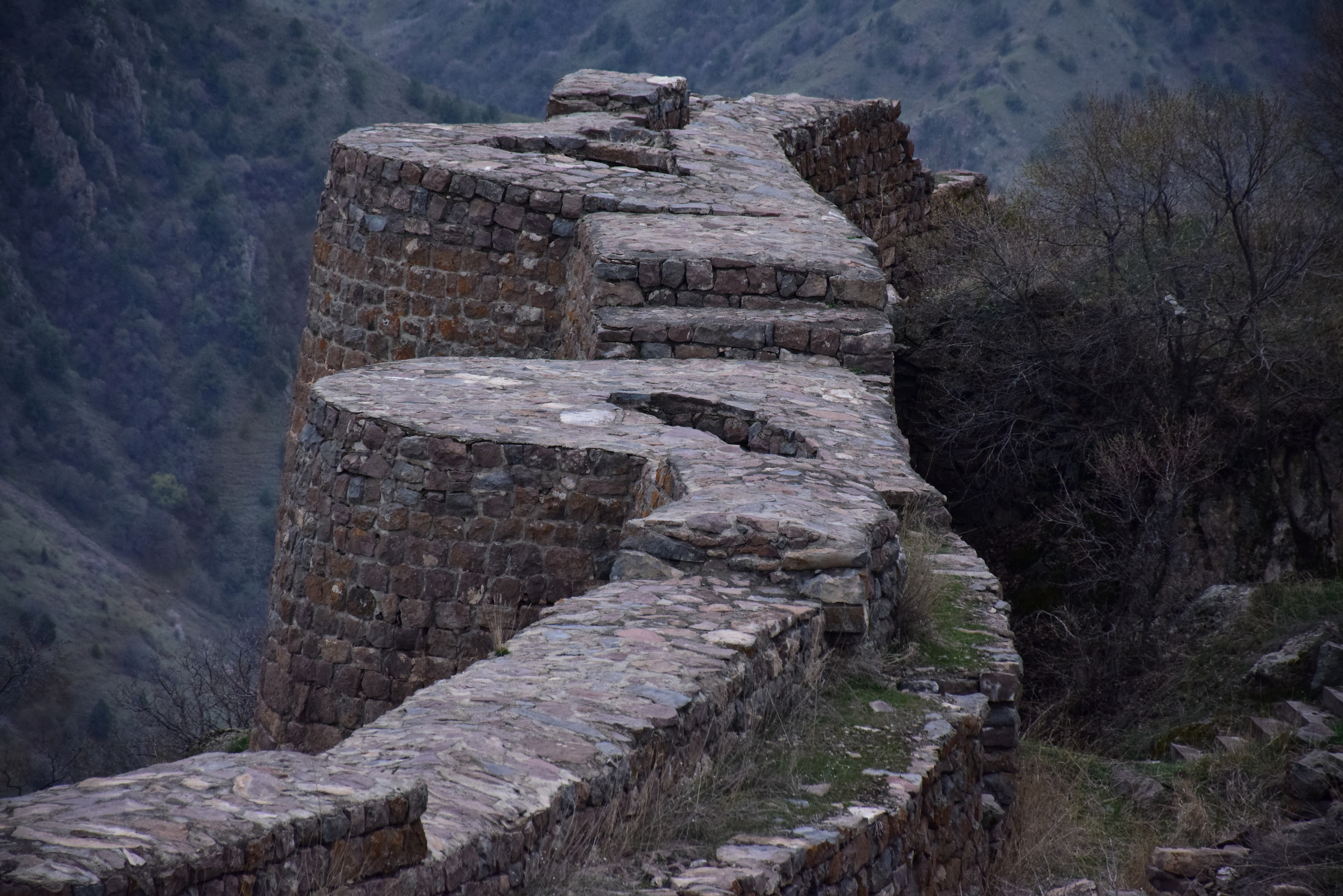
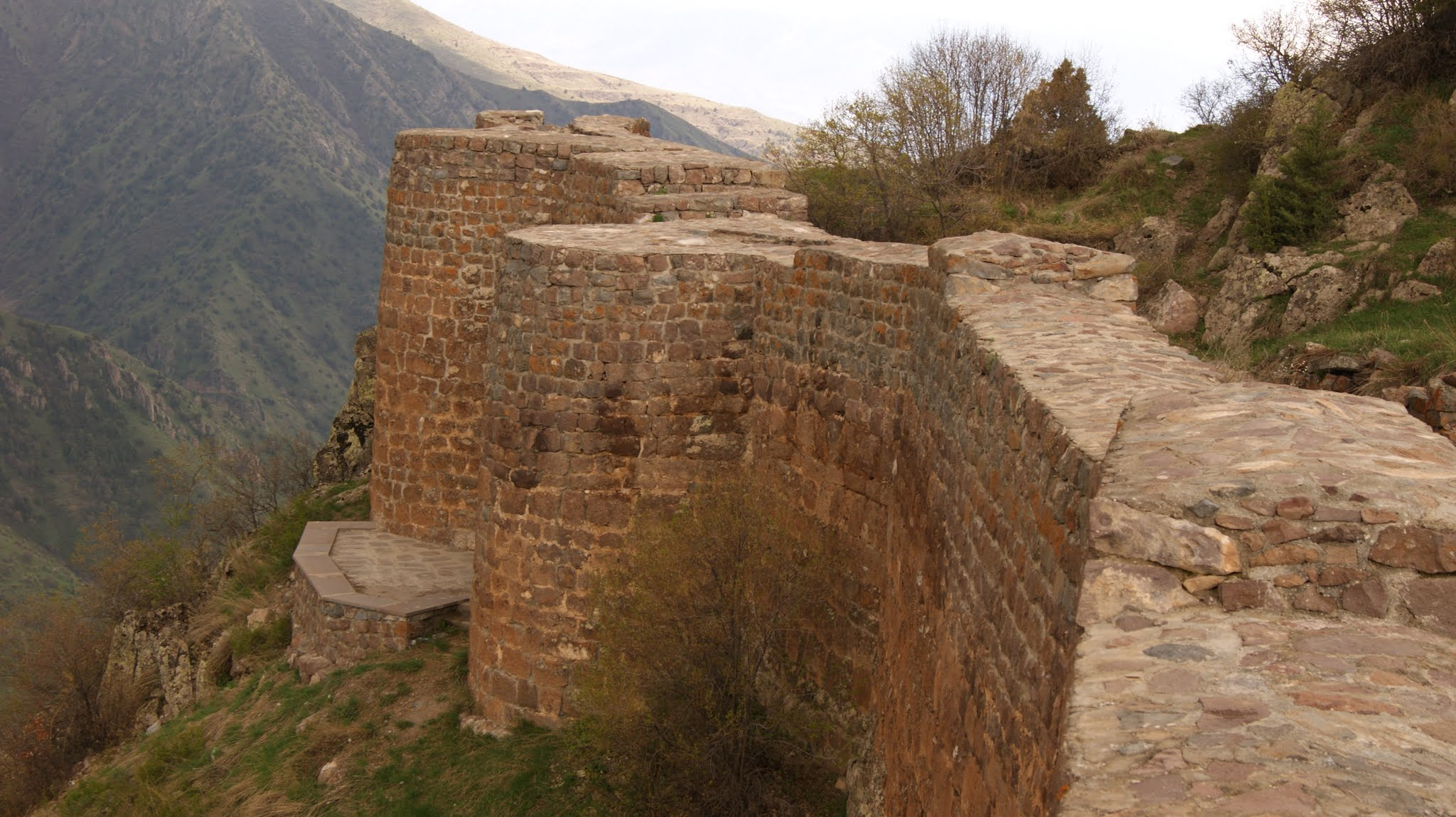
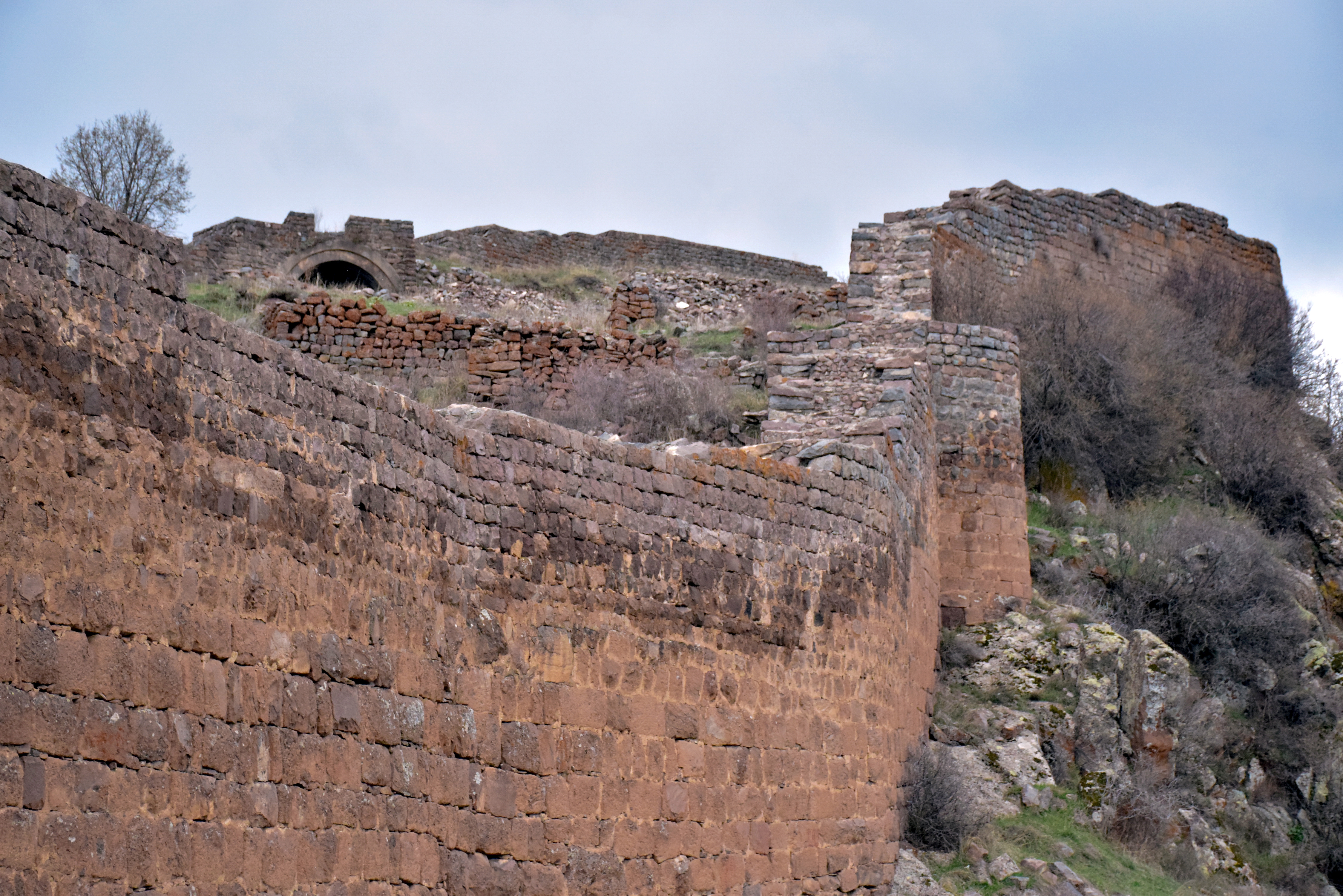
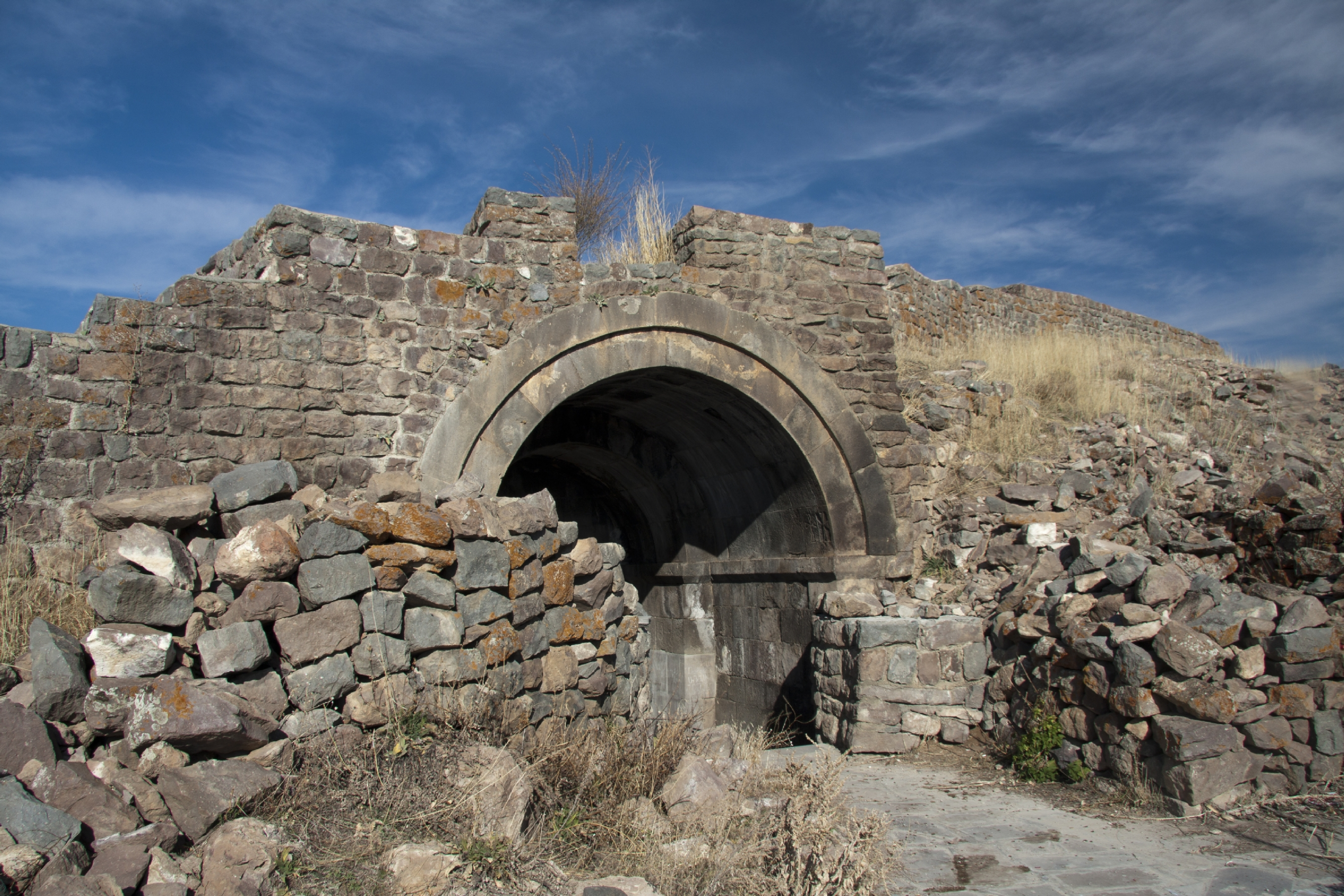